# Jasper Packard
Jasper Packard est un général de brigade américain et un homme politique né le 1er février 1832 à Austintown, dans l'Ohio, et mort le 13 décembre 1899 à Lafayette, dans l'Indiana. Il se marie le 4 octobre 1855 avec Harriet Tibbits. Il est inhumé au Indiana Soldiers Home Cemetery de Lafayette.

## Carrière militaire
Après être sorti diplômé de l'université du Michigan, il entreprend des études de droit et est admis au barreau en 1861. Presque aussitôt, il est enrôlé comme simple soldat, le 24 octobre 1861, dans le 48e régiment d'Infanterie d'Indiana avec lequel il participe à la première bataille de Corinth, au siège de Vicksburg ainsi qu'à la marche de Memphis à Chattanooga. Il accède au grade de lieutenant le 1er janvier 1862 et de capitaine le 12 septembre de la même année. Le 17 mars 1864, il est transféré, avec le grade de colonel, au 128e régiment d'Infanterie d'Indiana avec lequel il marche sur Atlanta. Il en prend le commandement le 26 juin 1865. Le 13 mars 1865, il a été promu au grade de général de brigade "US Volunteers". Il quitte l'armée en 1866.
Le 1er juin 1899, il est nommé commandant de la Maison des Vétérans d'Indiana.

## Carrière professionnelle
Après avoir quitté l'armée, il devient auditeur dans le comté de La Porte, en Indiana, jusqu'en 1868. Il crée et édite un semi-hebdomadaire, le La Porte Chronicle de 1874 à 1878. En 1887, il est propriétaire et éditeur du quotidien La Porte Daily Public Spirit jusqu'en 1888 où il emménage à New Albany et devient propriétaire et éditeur du New Albany Evening Tribune.

## Carrière politique
De 1869 à 1875, il est membre des 41e, 42e et 43e Congrès pour le parti républicain pour l'État de l'Indiana.
De 1896 à 1898, il est un représentant du corps législatif d'Indiana.

## Ouvrages
En 1876, James Packard publie La Porte County, Indiana, and its Townships, towns et cities.

## Source
- Twentieth Century Biographical Dictionnary of Notables Americans par Rossiter Johnson.